# Nans-les-Pins
Nans-les-Pins – miejscowość i gmina we Francji, w regionie Prowansja-Alpy-Lazurowe Wybrzeże, w departamencie Var.
Według danych na rok 1990 gminę zamieszkiwało 2485 osób, a gęstość zaludnienia wynosiła 52 osoby/km² (wśród 963 gmin regionu Prowansja-Alpy-W. Lazurowe Nans-les-Pins plasuje się na 237. miejscu pod względem liczby ludności, natomiast pod względem powierzchni na miejscu 155.).